# Костадинка Радкова
Костадинка Иванова Радкова е българска баскетболистка, сребърна медалистка от Летните олимпийски игри през 1980 г. в Москва. Играе и на Летните олимпийски игри през 1988 г. в Сеул. Сребърна медалистка на Европейското първенство по баскетбол през 1983 г. в Будапеща и през 1985 г. в Италия и бронзова медалистка на Европейското първенство по баскетбол през 1989 г. във Варна.
Радкова е играч на Левски Спартак (София).